# Albro Lake
Albro Lake är en sjö i Kanada.   Den ligger i provinsen Nova Scotia, i den sydöstra delen av landet, 1 000 km öster om huvudstaden Ottawa. Albro Lake ligger 58 meter över havet. Arean är 0,42 kvadratkilometer. Den ligger vid sjöarna  Lake Banook Lake Micmac och Little Albro Lake. Den sträcker sig 1,0 kilometer i nord-sydlig riktning, och 0,9 kilometer i öst-västlig riktning.
Runt Albro Lake är det i huvudsak tätbebyggt. Runt Albro Lake är det mycket tätbefolkat, med 1 056 invånare per kvadratkilometer.